# Atletismo nos Jogos Pan-Americanos de 2015 - 3000 m com obstáculos feminino
A competição dos 3000 m com obstáculos  feminino foi um dos eventos do atletismo nos Jogos Pan-Americanos de 2015, em Toronto. Foi disputada no Estádio CIBC de Atletismo Pan e Parapan-Americano no dia 24 de julho.

## Calendário
Horário local (UTC-4).
| Data        | Horário | Fase  |
| ----------- | ------- | ----- |
| 24 de julho | 18:30   | Final |

## Medalhistas
| Ouro   | USA Ashley Higginson  |
| Prata  | USA Shalaya Kipp      |
| Bronze | CAN Geneviève Lalonde |

## Recordes
Recordes mundial e pan-americano antes da disputa dos Jogos Pan-Americanos de 2015.
| Tipo                             | Atleta                   | Tempo   | Local          | Data                 |
| -------------------------------- | ------------------------ | ------- | -------------- | -------------------- |
|                                  | Gulnara Samitova-Galkina | 8:58.81 | Pequim         | 17 de agosto de 2008 |
| Recorde dos Jogos Pan-Americanos | Sabine Heitling          | 9:51.13 | Rio de Janeiro | 28 de julho de 2007  |

## Resultados

### Final
| Colocação         | Atleta                   | Nacionalidade      | Tempo    | Notas                            |
| ----------------- | ------------------------ | ------------------ | -------- | -------------------------------- |
| Medalha de ouro   | Ashley Higginson         | USA Estados Unidos | 9:48.12  | Recorde dos Jogos Pan-Americanos |
| Medalha de prata  | Shalaya Kipp             | USA Estados Unidos | 9:49.96  |                                  |
| Medalha de bronze | Geneviève Lalonde        | CAN Canadá         | 9:53.03  |                                  |
| 4                 | Erin Teschuk             | CAN Canadá         | 10:02.33 |                                  |
| 5                 | Ana Cristina Narváez     | MEX México         | 10:04.86 |                                  |
| 6                 | Tatiane da Silva         | BRA Brasil         | 10:10.73 |                                  |
| 7                 | Belén Casetta            | ARG Argentina      | 10:24.54 |                                  |
| 8                 | Cinthya Paucar           | PER Peru           | 10:35.16 |                                  |
| 9                 | Andrea Ferris            | PAN Panamá         | 10:40.10 |                                  |
| 10                | Rolanda Bell             | PAN Panamá         | DNF      |                                  |
| 10                | Juliana Paula dos Santos | BRA Brasil         | DNF      |                                  |

Legenda
| Recorde mundial                  | Recorde mundial (World record)               |                       | Recorde africano                      | Recorde africano (African) |                                           | Q | Classificado por posição (Qualified) |
| Recorde dos Jogos Pan-Americanos | Recorde pan-americano (Pan-American record)  | Recorde da América    | Recorde da América (Americas)         | q                          | Classificado por melhor tempo (Qualified) |   |                                      |
| Melhor marca do ano              | Melhor marca do ano (World leading)          | Recorde asiático      | Recorde asiático (Asian)              | DNS                        | Não largou (Did not start)                |   |                                      |
| Recorde nacional                 | Recorde nacional (National record)           | Recorde europeu       | Recorde europeu (European)            | DNF                        | Não terminou (Did not finish)             |   |                                      |
| Recorde pessoal                  | Recorde pessoal do atleta (Personal best)    | Recorde da Oceania    | Recorde da Oceania (Oceania)          | DSQ / DQ                   | Desclassificado (Disqualified)            |   |                                      |
| Recorde da temporada             | Recorde da temporada do atleta (Season best) | Recorde sul-americano | Recorde sul-americano (South America) | NM                         | Sem marca (No mark)                       |   |                                      |